# 뇌제거
뇌제거는 대뇌를 제거하거나, 뇌줄기를 가로질러 잘라내거나 뇌줄기 속 특정 동맥을 옮기는 일을 특징으로 하는 일이다. 이렇게 절단을 받은 동물은 뇌제거동물이라고 부른다.
뇌제거를 수행하면 동물의 대뇌 기능이 제거된다. 결과적으로 동물은 뇌의 다른 부분에 통합된 특정 반사를 잃는다. 더욱이 기능적인 반사는 억제하는 상위 뇌 중심부(예: 망상 형성의 촉진 영역이 소뇌, 기저핵 및 피질로부터 조절 입력을 받지 않음)의 제거로 인해 과민화된다.